# Rochinia carpenteri
Rochinia carpenteri is een krabbensoort uit de familie van de Epialtidae. De wetenschappelijke naam van de soort is voor het eerst geldig gepubliceerd in 1873 door Thomson.